# Leptoxis compacta
Leptoxis compacta је пуж из реда Sorbeoconcha и фамилије Pleuroceridae.

## Угроженост
Ова врста је наведена као изумрла, што значи да нису познати живи примерци.

## Распрострањење
Врста је била присутна у САД.

## Станиште
Раније станиште врсте су била слатководна подручја.